# Zbrojniki
Zbrojniki, zwane również narzędziami geometrycznymi – kategoria narzędzi kamiennych, charakterystycznych zwłaszcza dla epoki mezolitu, grupująca niewielkie wyroby stanowiące elementy uzbrojenia. Zbrojniki, dzięki swojemu dużemu zróżnicowaniu, służą jako jeden z głównych elementów klasyfikacji kulturowej znalezisk archeologicznych. Uproszczona klasyfikacja zbrojników mezolitycznych Kozłowskiego przedstawia się następująco:
- tylczaki właściwe
- półksiężyce
- tylczaki z retuszem drugiego boku
- półtylczaki z zatępionym półtylcem
- równoramienniki
- trójkąty nierównoboczne
- wąskie ostrza półtylcowe
- szerokie ostrza półtylcowe
- zbrojniki janisławickie
- liściaki kundajskie
- wkładki retuszowane
- trapezy
- ostrza tardenuaskie